# João Barradas
João Barradas (Porto Alto 3 de Fevereiro de 1992) é um acordeonista e compositor português.

## Biografia
Inicia o estudo de acordeão com apenas 6 anos de idade numa pequena escola de música em Samora Correia, aos 7 anos ingressa no Instituto de Música Vitorino Matono, em Lisboa, e com 9 anos de idade entra directamente no 2.o grau do Curso Oficial de Acordeão do Conservatório Nacional, formação que termina com a nota máxima de 20 valores. Durante esse período estuda com o professor Aníbal Freire.
A partir dos seus 17 anos começa a estudar com vários músicos de renome, tais como: Frédéric Deschamps, Greg Osby e João Paulo Esteves da Silva.
Com apenas 19 anos de idade grava o CD “Surrealistic Discussion”, criado em conjunto com o tubista Sérgio Carolino. Este álbum marca o início da carreira discográfica do jovem acordeonista no mundo da música erudita.
No plano internacional frequenta vários workshops e masterclasses, conhece e trabalha com Mark Turner, Avishai Cohen, Jim Black, Eric Harland, Nir Felder, Carlos Bica, Miguel Zenón, Robin Eubanks, Matt Penman, Stefan Harris e Frank Mobus.
Ao mesmo tempo começa a chamar à atenção de nomes cimeiros do Jazz Americano como Nicholas Payton ou Walter Smith III e surge nos mais importantes festivais de Jazz nacionais e Internacionais.
Durante este período João Barradas assina com a editora Inner Circle Music (em Nova Iorque) e colabora com nomes cimeiros da cena internacional: Greg Osby, Gil Goldstein, Fabrizio Cassol, Mark Colenburg, Jacob Sacks, Rufus Reid, Federico Malaman, Philip Harper, Bobby Sanabria e Tommy Campbell.

## Prémios
- 2000 – 1º Prémio no VI Troféu Nacional de Acordeão, categoria Iniciados
- 2000 – 1º Prémio no 12o Festival de Acordeão Barra Cheia
- 2001 – 1º Prémio no 13o Festival de Acordeão Barra Cheia
- 2002 – 1º Prémio no VIII Troféu Nacional de Acordeão, categoria Infantil
- 2003 – 1º Prémio no 36th International Accordion Competition, na Croácia, categoria B
- 2004 – 1º Prémio no 29th International “Città di Castelfidardo” Award , na Itália, categoria H
- 2005 – 1º Prémio no XI Troféu Nacional de Acordeão, Ligeiro Juvenil
- 2006 – 1º Prémio no I Cermame de Acordeons Vila de Cedeira, na Espanha, Júnior Clássico
- 2006 – 1º Prémio no XII Troféu Nacional de Acordeão, categoria Ligeiro Juvenil
- 2006 – 1º Prémio no XII Troféu Nacional de Acordeão, categoria Juvenil Concerto
- 2006 – 1º Prémio no 3o Troféu Ibérico de Acordeão, categoria Ligeiro Juvenil
- 2006 – 1º Prémio no 3o Troféu Ibérico de Acordeão, categoria Juvenil Concerto
- 2007 – 1º Prémio no XIII Troféu Nacional de Acordeão, categoria Ligeiro Juvenil
- 2007 – 1º Prémio no XIII Troféu Nacional de Acordeão, categoria Juvenil Concerto
- 2007 – 1º Prémio no II Certame de Acordeons Vila de Cedeira, Espanha, Júnior Varietté
- 2007 – 1º Prémio no 4o Troféu Ibérico de Acordeão, categoria Ligeiro Juvenil
- 2007 – 1º Prémio no 4o Troféu Ibérico de Acordeão, categoria Juvenil Concerto
- 2007 – 1º Prémio no 57o Troféu Mundial de Acordeão (CMA), na Rússia, Júnior Varietté
- 2008 – 1º Prémio no XIV Troféu Nacional de Acordeão, categoria Júnior Concerto
- 2009 – 1º Prémio no XV Troféu Nacional de Acordeão, categoria Júnior Concerto
- 2010 – 1º Prémio no XVI Troféu Nacional de Acordeão, categoria Júnior Concerto
- 2010 – 1º Prémio no Prémio Internacional de Acordeão “Cidade de Alcobaça”
- 2010 – 1º Prémio no 60o Troféu Mundial de Acordeão (CMA), Espanha – Júnior Clássico
- 2010 – 1º Prémio na 63a Copa Mundial de Acordeão (CIA), Croácia - categoria Júnior Clássico
- 2012 – 1º Prémio EDP Cool Jazz Talents
- 2013 – 1º Prémio Folefest 2013
- 2013 – 1º Prémio na 11a Festa do Jazz do Teatro S. Luiz
- 2013 – 1º Prémio no 7o V-Accordion Festival Roland Iberia
- 2014 – 1º Prémio Folefest  [2]
- 2015 - 1º Prémio Made in New York Jazz Competition (Categoria Solo)
- 2015 - 1º Prémio Made in New York Jazz Competition (Todas as Categorias)
- 2016 - 1º Prémio Jovens Músicos - Combo Jazz [10]